# روجر هارمان
روجر هارمان (28 ديسمبر 1941 - ) (بالإنجليزية: Roger Harman)‏ هو لاعب كريكت بريطاني. شارك مع منتخب إنجلترا للكريكت.

## وصلات خارجية
- روجر هارمان على موقع إي آس بي آن كريك إنفو (الإنجليزية)